# Ruská hokejová reprezentace do 20 let
Ruská hokejová reprezentace do 20 let je výběrem nejlepších ruských hráčů ledního hokeje v této věkové kategorii. Od roku 1993 se účastní juniorského mistrovství světa, kde navazuje na tradici sovětské reprezentace. Samostatné Rusko čtyřikrát vybojovalo na šampionátu primát, osmkrát se umístilo druhé a osmkrát získalo bronz.

## Účast namistrovství světa
| MS       | Místo konání                              | Umístění                    |
| -------- | ----------------------------------------- | --------------------------- |
| MSJ 1993 | Švédsko (Gävle, Falun, Uppsala, Bollnäs ) | 6. místo                    |
| MSJ 1994 | Česko (Ostrava, Frýdek-Místek)            | Bronzová medaile            |
| MSJ 1995 | Kanada (Red Deer, Calgary, Edmonton)      | Stříbrná medaile            |
| MSJ 1996 | USA (Boston, Amherst, Marlboro)           | Bronzová medaile            |
| MSJ 1997 | Švýcarsko (Ženeva, Morges)                | Bronzová medaile            |
| MSJ 1998 | Finsko (Helsinky, Hämeenlinna)            | Stříbrná medaile            |
| MSJ 1999 | Kanada (Winnipeg, Brandon)                | Zlatá medaile               |
| MSJ 2000 | Švédsko (Skellefteå, Umeå)                | Stříbrná medaile            |
| MSJ 2001 | Rusko (Moskva, Podolsk)                   | 7. místo                    |
| MSJ 2002 | Česko (Pardubice, Hradec Králové)         | Zlatá medaile               |
| MSJ 2003 | Kanada (Halifax, Sydney)                  | Zlatá medaile               |
| MSJ 2004 | Finsko (Helsinky, Hämeenlinna )           | 5. místo                    |
| MSJ 2005 | USA (Grand Forks, Thief River Falls)      | Stříbrná medaile            |
| MSJ 2006 | Kanada (Vancouver, Kelowna, Kamloops)     | Stříbrná medaile            |
| MSJ 2007 | Švédsko (Leksand, Mora)                   | Stříbrná medaile            |
| MSJ 2008 | Česko (Pardubice, Liberec)                | Bronzová medaile            |
| MSJ 2009 | Kanada (Ottawa)                           | Bronzová medaile            |
| MSJ 2010 | Kanada (Saskatoon, Regina)                | 6. místo                    |
| MSJ 2011 | USA (Buffalo)                             | Zlatá medaile               |
| MSJ 2012 | Kanada (Calgary, Edmonton)                | Stříbrná medaile            |
| MSJ 2013 | Rusko (Ufa)                               | Bronzová medaile            |
| MSJ 2014 | Švédsko (Malmö)                           | Bronzová medaile            |
| MSJ 2015 | Kanada (Toronto, Montréal)                | Stříbrná medaile            |
| MSJ 2016 | Finsko (Helsinky)                         | Stříbrná medaile            |
| MSJ 2017 | Kanada (Montreal, Toronto)                | Bronzová medaile            |
| MSJ 2018 | USA (Buffalo)                             | 5. místo                    |
| MSJ 2019 | Kanada (Vancouver, Victoria)              | Bronzová medaile            |
| MSJ 2020 | Česko (Ostrava, Třinec)                   | Stříbrná medaile            |
| MSJ 2021 | Kanada (Edmonton)                         | 4. místo                    |
| MSJ 2022 | Kanada (Edmonton, Red Deer)               | chybí kvůli rozhodnutí IIHF |

## Zlaté výběry
1999  Jurij Gerasimov, Alexej Volkov – Michail Donika, Konstantin Gusev, Dmitrij Kokorev, Artem Marians, Maxim Maslenikov, Kiril Safronov, Vitalij Višněvskij – Maxim Afinogenov, Děnis Archipov, Maxim Balmočnych, Artum Chubarev, Jurij Dobriškin, Dmitrij Kirilenko, Roman Ljašenko, Andrej Nikitěnko, Alex Rjazancev, Petr Šastlivij, Denis Švidkij, Asergej Verenikin, Alexander Zevakin. 
Trenéři: Tygurov Gennadi a Valentin Gurejev
2002  Sergej Mylnikov, Andrej Medveděv – Igor Kňjazev, Vladimir Sapožnikov, Vladimir Korsunov, Denis Grebeškov, Fjodor Tjutin, Maxim Kondratěv, Anton Volčenkov, Andrej Zabolotněv – Alexandr Suglobov, Sergej Soin, Alexandr Frolov, Jurij Trubačov, Alexandr Svitov, Alexandr Polušin, Igor Grigorenko, Stanislav Čistov, Ruslan Zajnulin, Alexandr Perežogin, Ivan Něprjajev, Andrej Taratuchin.
Trenéři: Vladimir Pljuščev, Sergej Gersonskij a Nikolaj Tolstikov
2003  Konstantin Barulin, Andrej Medveděv – Konstantin Kornějev, Denis Ejov, Denis Grebeškov, Fjodor Tjutin, Kirill Kolcov, Dimitrij Fachrutdinov, Maxim Kondratěv, Michail Ljubušin – Dmitrij Pestunov, Alexandr Ovečkin, Alexej Kajgorodov, Timofej Šiškanov, Nikolaj Žerděv, Jurij Trubačov, Andrej Taratuchin, Alexandr Polušin, Igor Grigorenko, Jevgenij Arťuchin, Alexandr Perežogin, Sergej Ančakov. 
Trenéři: Rafail Išmatov, Sergej Gersonskij a Valentin Gurejev
2011  Dmitrij Šikin, Igor Bobkov – Nikita Zajcev, Nikita Pivcakin, Maxim Berezin, Georgij Berďjukov, Dmitrij Orlov,  Jurij Juryčev, Maxim Ignatovič, Andrej Sergejev – Anton Burdasov, Semjon Valjujskij, Vladimir Tarasenko, Maxim Kicyn, Daniil Sobčenko,  Arťom Voronin, Nikita Dvurečenskij, Stanislav Bočarov, Sergej Kalinin, Jevgenij Kuzněcov, Artěmij Panarin, Denis Golubjev.
Trenéři: Valerij Bragin, Jurij Novikov a Jevgenij Koreškov

## Hráči ocenění na turnajích MS "20"

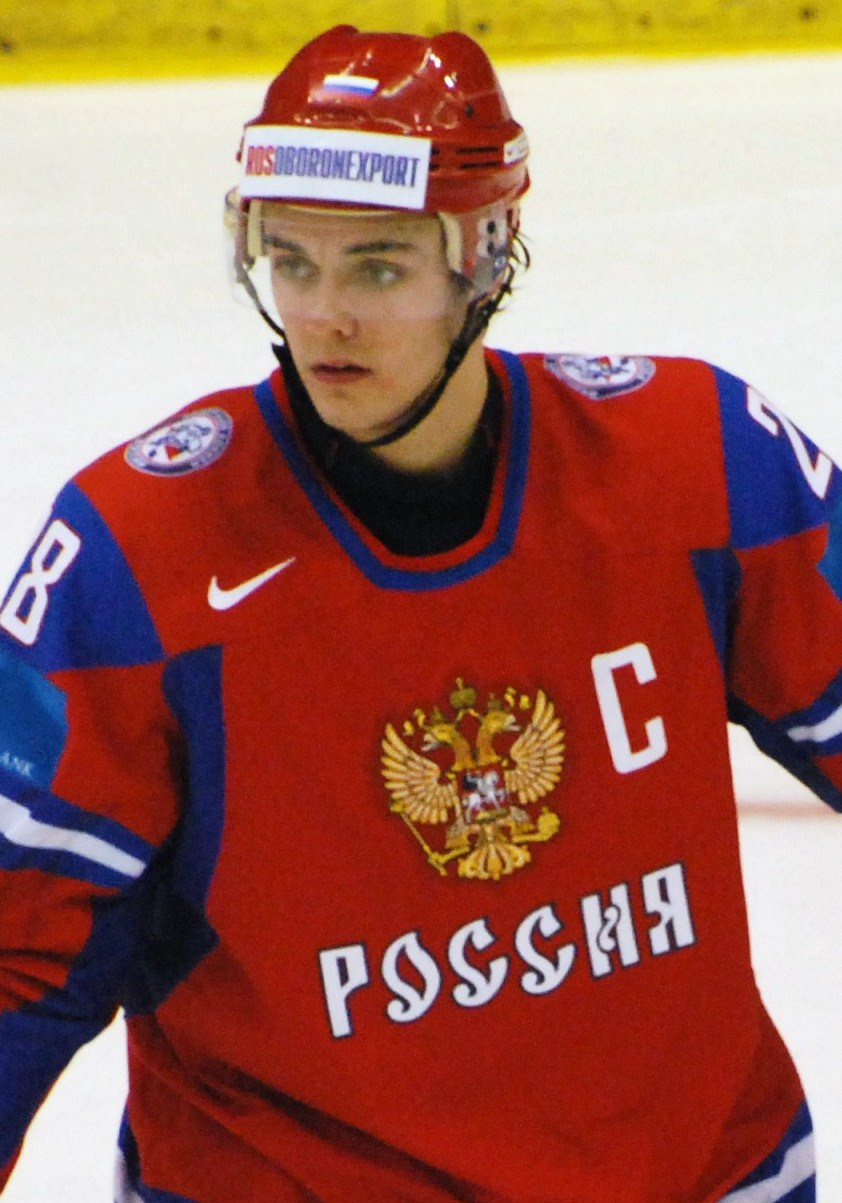
Nikita Filatov byl v roce 2009 zvolen do All star týmu turnaje, o rok později vedl ruský výběr jako kapitán

- 1994 – Jevgenij Rjabčikov, Valerij Bure (oba All star tým)
- 1995 – Jevgenij Tarasov (nejlepší brankář, All star tým)
- 1996 – Alexej Morozov (All star tým)
- 1997 – Sergej Samsonov (nejlepší útočník, All star tým)
- 1998 – Andrej Markov, Maxim Balmočnych (oba All star tým)
- 1999 – Vitalij Višnevskij (nejlepší obránce, All star tým), Maxim Afinogenov (nejlepší útočník), Maxim Balmočnych (All star tým)
- 2000 – Alexander Rjazancev (nejlepší obránce, All star tým), Alexej Těreščenko, Jevgenij Muratov (oba All star tým)
- 2002 – Igor Knjazev (nejlepší obránce, All star tým), Alexander Čistov (All star tým)
- 2003 – Igor Grigorenko (nejlepší útočník, nejproduktivnější hráč, All star tým), Jurij Trubačov (All star tým)
- 2005 – Alexandr Ovečkin (nejlepší útočník, All star tým)
- 2006 – Jevgenij Malkin (nejlepší útočník, All star tým, nejužitečnější hráč)
- 2007 – Alexej Čerepanov (nejlepší útočník, All star tým)
- 2008 – Viktor Tichonov (nejlepší útočník, All star tým)
- 2009 – Nikita Filatov (All star tým)
- 2011 – Dmitrij Orlov, Jevgenij Kuzněcov (oba All star tým)
- 2012 – Jevgenij Kuzněcov (nejlepší útočník, nejproduktivnější hráč, nejužitečnější hráč, All star tým)
- 2014 – Nikita Zadorov (All star tým)
- 2015 – Vladislav Gavrikov (nejlepší obránce)
- 2017 – Kiril Kaprizov (nejlepší útočník, nejproduktivnější hráč, All star tým), Ilja Samsonov (All star tým)
- 2019 – Pjotr Kočetkov (nejlepší brankář), Alexandr Romanov (nejlepší obránce, All star tým), Grigorij Denisenko (nejproduktivnější hráč, All star tým)
- 2020 – Alexandr Romanov (All star tým)

## Individuální rekordy na MSJ

### Celkové
Utkání: 21, Vadim Šarifjanov (1993, 1994, 1995) a Denis Švidkij (1998, 1999, 2000)
Góly: 18, Alexandr Ovečkin (2003, 2004, 2005)
Asistence: 17, Jevgenij Malkin (2004, 2005, 2006)
Body:  26, Nikita Filatov (2008, 2009, 2010) a Jevgenij Kuzněcov (2010, 2011, 2012)
Trestné minuty: 101, Alexandr Svitov (2001, 2002)
Vychytaná čistá konta: 3, Denis Chlopotnov (1997, 1998) a Andrej Vasilevskij (2012, 2013, 2014). Nikolaj Chabibulin v roce 1993 také vychytal svojí třetí nulu, předchozí dvě ale získal o rok dříve ještě v dresu SNS)
Vychytaná vítězství: 11, Andrej Medveděv (2001, 2002, 2003)

### Za turnaj
Góly: 8, Alexandr Koroljuk (1995) a Nikita Filatov (2009)
Asistence: 9, Nail Jakupov (2012)
Body: 13, Jevgenij Kuzněcov (2012)
Trestné minuty: 58, Alexandr Svitov (2001)
Vychytaná čistá konta: 2, Denis Chlopotnov (1997), Semjon Varlamov (2007), Andrej Vasilevskij (2012) a Ilja Samsonov (2017)
Vychytaná vítězství: 6, Alexej Volkov (1999)